# Bondiola

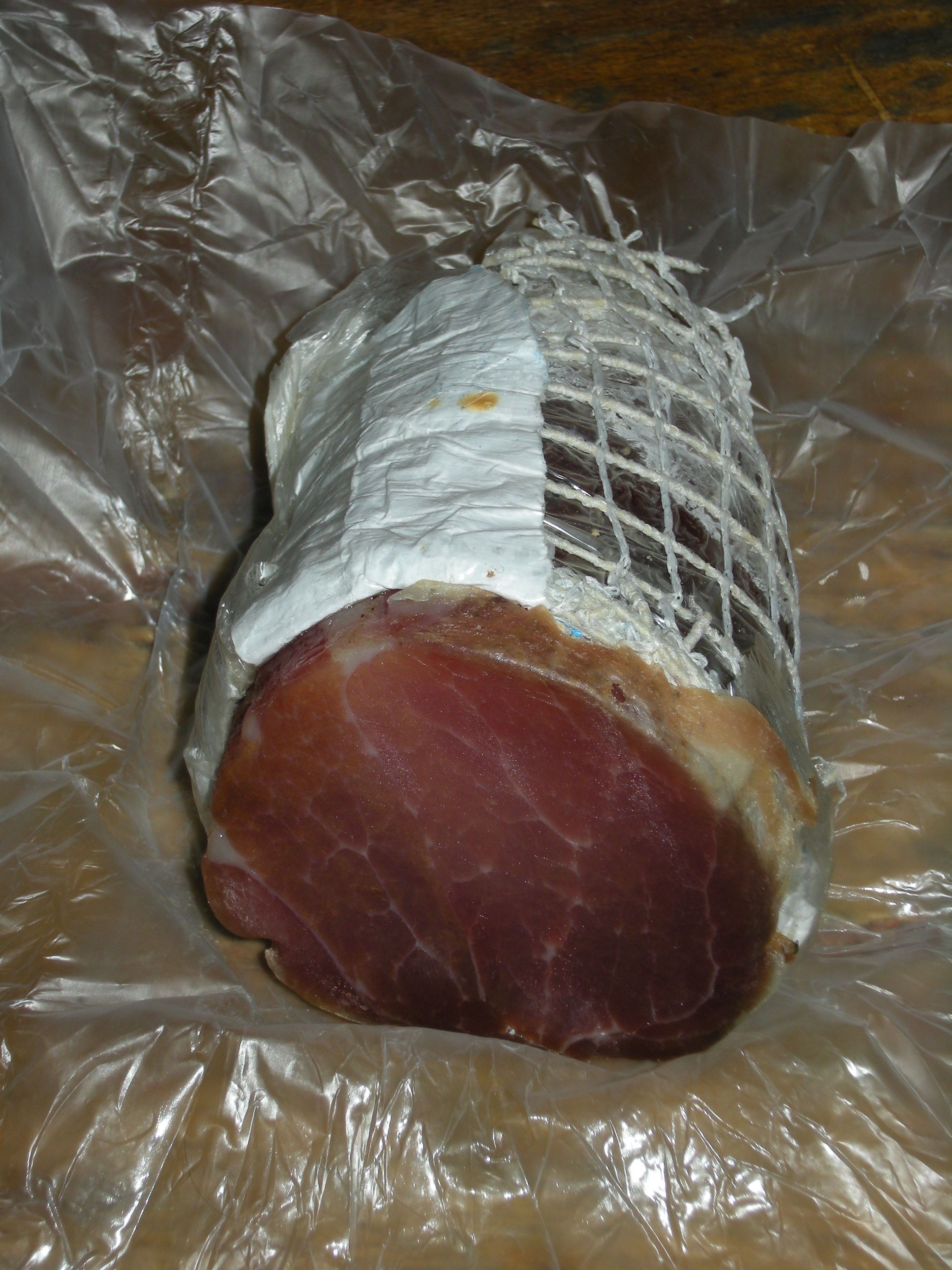
Bondiola argentina.

La bondiola o bondiolita es un producto de charcutería (similar a la coppa o capicola italiana, o capocollo en italiano) originario de la región de Emilia-Romaña y difundido por la inmigración italiana en países de América del Sur como Argentina, Paraguay y Uruguay. Está elaborado a partir de carne y grasa de cerdo extraída de la región adyacente al cuello del animal y compactada dentro de una membrana mediante el atado con hilos. Los condimentos tradicionales son la sal y pimienta. También se le suele agregar pimentón y nuez moscada. Dicha membrana puede ser un fragmento del intestino grueso vacuno o bien de tipo celulósico artificial.

## Elaboración
En el proceso de elaboración de la bondiola se produce la fermentación láctica, proceso químico principal por el cual el pH del embutido baja considerablemente, se pierde agua y se inicia así la actividad enzimática que le otorga su sabor característico. Este proceso de maduración oscila entre los 30 y 60 días, en los que la bondiola pasa por diferentes estados, siempre disminuyendo la actividad del agua hasta estar lista para el consumo.